# بوريس بوبوفيتش
بوريس بوبوفيتش هو لاعب كرة قدم صربي في مركز الدفاع، ولد في 26 فبراير 2000 في مدينة تور في فرنسا.

## وصلات خارجية
- بوريس بوبوفيتش على موقع قاعدة بيانات كرة القدم.إي يو (الإنجليزية)
- بوريس بوبوفيتش على موقع Soccerway.com (الإنجليزية)
- بوريس بوبوفيتش على موقع عالم كرة القدم.نت (الإنجليزية)